# Anhan
Anhan (en occità Anhan, en francès i oficialment Aignan) és un municipi francès de Gascunya, situat al departament del Gers i a la regió d'Occitània. L'any 1999 tenia 842 habitants.

## Geografia

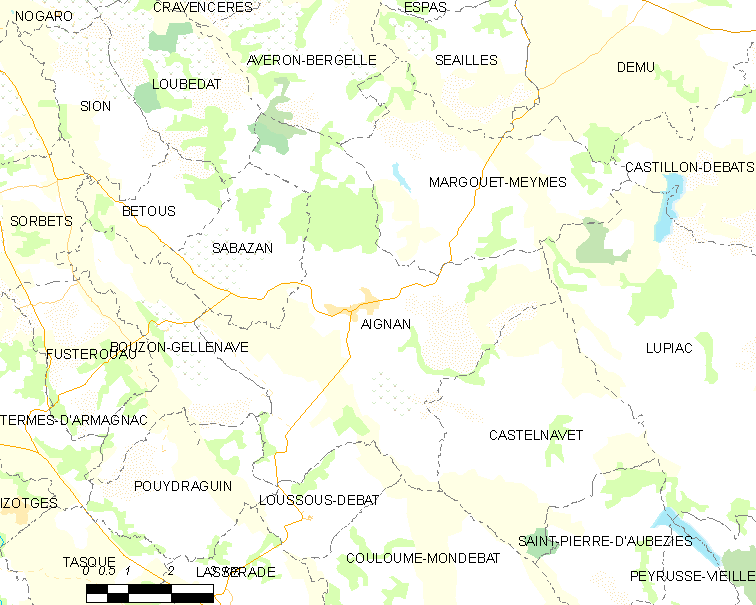
Mapa de la comuna de Anhan

## Administració i política

### Alcaldes
| Període   | Identitat          | Partit            |
| --------- | ------------------ | ----------------- |
| 2001-2006 | Christian Vienne   | Partit Socialista |
| 2006-     | Philippe Baratault | Partit Socialista |

## Demografia
| 1962                             | 1968 | 1975 | 1982 | 1990 | 1999 |
| -------------------------------- | ---- | ---- | ---- | ---- | ---- |
| 898                              | 965  | 932  | 941  | 921  | 842  |
| Població obtinguda des del 1962: |      |      |      |      |      |

## Personatges il·lustres
- Yann Fouéré (1910-2011), activista polític nacionalista bretó, nascut a Anhan.